# Розенгартен (Бамберг)
Розенгартен је барокна башта ружа у подножју нове резиденције у Бамбергу у Немачкој коју је пројактовао чувени барокни архитекта Балтазар Нојман.

## Историја
На месту данашње баште ружа постојала је једна ренесансна башта из 16. века, коју је бискуп Фридрих Карл фон Шенборн претворио у једну барокну башту за чије планирање је био задужен познати немачки архитекта Балтазар Нојман. Повише ње је баштенски павиљон, за чију је градњу био одговоран Ј. Ј. М. Кухел, који је у стилу рококоа. Скулптуре са тематиком из грчке митологије у башти су од Фердинадда Тица.
Башта припада парковима који су уређени као геометризовани француски паркови са стазама у геометризованом распореду. У средини баште се налази кружни водоскок. У башти за време цветања цвета 4.500 ружа разних врста и разних боја. Све руже су имановане на таблицама које су постављене уз њих. Из баште која је у виду једне терасе се пружа лепи поглед на град Бамберг.